# Бородін Сергій Олексійович
Сергій Олексійович Бородін (рос. Сергей Алексеевич Бородин, нар. 30 січня 1999, Сочі, Росія) — російський футболіст, центральний захисник клубу «Краснодар», на правах оренди грає за клуб «Бейтар» (Єрусалим) та національної збірної Росії.

## Ігрова кар'єра

### Клубна
Сергій Бородін народився у місті Сочі Краснодарського краю і його першим футбольним клубом став «Краснодар». Але першу гру в основі футболіст провів лише у грудні 2021 року.
До того часу Бородін виступав за «Краснодар-2» у ФНЛ. Також у складі молодіжної команди брав участь у Юнацької ліги УЄФА. У серпні 2020 року захисник був відправлений в оренду до «Уфа» з можливістю подальшого викупу контракту гравця. Але клуб і футболіст цим пунктом у договорі оренди не скористались і у лютому 2021 року Бородін повернувся до «Краснодара».

### Збірна
З 2014 року Сергій Бородін виступав за юнацькі збірні Росії. У вересні 2022 року у товариському матчі проти команди Киргизстану Бородін дебютував у складі національній збірній Росії.